# 보니파티우스

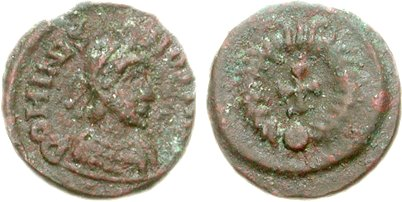

보니파티우스(라틴어: Bonifatius, ? ~ 432년)는 로마의 장군이자 아프리카 교구의 총독이었다. 그는 속주 갈리아의 서고트족(비시고트)과 속주 북아프리카의 반달족을 상대로 군사 행동을 벌였고, 갈라 플라키디아(발렌티니아누스 3세의 지역)의 동맹으로써 427년부터 429년까지 장군 플라비우스 펠릭스(Flavius Felix), 432년 플라비우스 아에티우스(Flavius Aetius)를 대신해 로마 내전에 참전했다. 리미니 전투에서 플라비우스 아에티우스의 군을 물리쳤으나 치명적인 상처를 입었고, 사위 세바스티누스(Sebastianus)가 뒤를 이어 서로마 제국의 파트리키우스(patricius)가 되었다.

## 생애

### 초기 경력
보니파티우스는 413년 황제 콘스탄티우스 3세의 장군으로 처음 등장하여 마실리아에서 아타울프의 서고트족(비시고트)을 격퇴하였다. 이때 무기를 던져 고트족의 왕에게 상처를 입혔다고 한다. 그로부터 10년 후 보니파티우스는 북아프리카의 고트족 연대(포에데라티)를 지휘하는 트리부누스(tribunus)로서 마우리아족에 대항해 군사 행동을 벌였다고 알려졌으며, 성 아우구스티노와도 친교가 있어 그와 함께 신학적 문제를 의논하기도 했다고 한다. 422년 그는 라벤나의 서방 법정으로 소환된 것으로 보이는데, 그곳에서 그는 고트족 출신의 장군 베레무두스(Beremudus)의 딸 펠라기아(Pelagia)와 결혼하고 그가 거느리고 있던 부켈라리이(bucellarii)를 물려받았던 것으로 보인다.
보니파티우스는 그 뒤 카스티누스(Castinus)와 함께 속주 히스파니아에서 반달족과 알란족을 상대로 군사 행동을 벌일 준비를 하였으나, 보니파티우스의 군사는 도착하지 않았는데 이는 창설 이래로 이어져 온 두 지휘관의 알력 때문이었다. 갈라 플라키디아도 카스티누스가 보니파티우스보다 먼저 옛 스틸리코의 지위를 얻는 것을 막으려 했고, 그 결과 카스티누스는 보니파티우스를 권력에서 몰아내려 했다. 보니파티우스는 속주 북아프리카로 물러났다. 이곳은 모종의 석연치 않은 이유로 그가 총독(코메스)의 지위를 얻은 곳이었다. 이곳에서 보니파티우스는 마우리족에 대한 군사 행동을 이어나갔다. 서로마 황제 호노리우스 사후 프리미케리우스 노타리오룸(primicerius notariorum) 요안네스(Joannes)가 424년 보니파티우스와 대립하던 카스티누스에 의해 즉위하였고, 이에 보니파티우스는 서로마로 공급되는 속주 북아프리카의 곡물 운송을 끊음으로써 갈라 플라키디아와 테오도시우스 2세에 대한 지지를 표명하였다.
프로스퍼는 요안네스 세력이 북아프리카의 보니파티우스에게 대항하는 군사 행동을 벌였기 때문에 약화되기는 했지만 길도(Gildo) 및 다른 북아프리카의 침략자들에 대한 군사 행동처럼 그를 퇴위시킬 수 없었다고 말한다. 속주 갈리아에서의 반란이나 테오도시우스 2세가 보낸 동방 장군 아르다부르(Ardabur)와 아스파르(Aspar) 휘하의 군사작전 이후 요안네스는 축출되고 호노리우스의 조카인 발렌티니아누스 3세가 마기스테르 오피키오룸(magister officiorum) 헬리온(Helion)에 의해 서방 황제가 되었다. 보니파티우스는 그를 지지하며 로마로 곡물 수송을 재개하였고 그에 대한 보답으로 코메스 도메스티코룸(comes domesticorum)이라는 지위를 받았다.

### 펠릭스와의 내전
427년, 보니파티우스는 갈라 플라키디아에 의해 라벤나로 소환되었으나, 그는 소환을 거부했다. 보니파티우스는 플라비우스 콘스탄티우스 펠릭스(Flavius Constantius Felix)의 고발로 로마 속주 북아프리카에서 자신의 나라를 세우려 했다는 혐의를 받았는데, 플라비우스 콘스탄티우스 펠릭스 역시 플라비우스 역시 갈라 플라키디아의 확고한 지지자였고 테오도시우스 2세에 의해 서부의 마기스테르 유트리우스퀴에 밀리테르(magister utriusque militiae)로 임명되었다. 갈라 플라키디아는 펠릭스에게 이에 맞서 중요한 지방을 수복하기 위한 군사를 보내라고 명령했다. 펠릭스의 장군이었던 마요리티우스 갈리오가 로마군을 거느리고 보니파티우스에게 맞서, 훈족 출신의 로마군 장군 사노에케스(Sanoeces)가 거느린 훈족 포에데라티의 도움을 받아 카르타고를 포위하였다. 그러나 포위에 참가한 지휘관들의 불화로
펠릭스 장군 마보르티우스와 갈리오가 로마군을 이끌고 보니파티우스에게 대항하여 사노에케스 휘하의 훈 포에데라티의 도움을 받아 카르타고에 포위하였다. 그러나 사노에케스와 그의 훈족 군인들이 포위에 참가한 같은 로마군에게 포위되어 자결하는 등 카르타고를 포위하는데 참전한 무장들의 불화로 카르타고 포위망은 무너졌다. 라벤나에 이러한 소식이 전해지자 펠릭스는 고트족 출신의 장군 코메스 시기스불투스(Sigisvultus)를 보내 보니파티우스와 맞서게 하였다. 그는 속주 아프리카에서 2년 동안 자신의 고트족 군단(부켈라리이)을 지휘해 군사 행동을 벌인 경력이 있었다. 시기스불투스는 카르타고를 점령하는데 성공했지만, 보니파티우스나 그의 고트족 군단(부켈라리이)들은 누미디아에서 계속해 군사 행동을 벌이며 그 지역을 약탈하였다. 또한 보니파티우스는 자신의 딸을 아리우스파 사제에게 세례를 받게 하였는데, 이로 인해 아우구스티노와의 사이가 틀어지게 되었다. 그러나 갈라 플라키디아는 429년 보니파티우스에게 사절을 보냈는데, 앞서 보니파티우스가 소환될 경우 라벤나로는 돌아올 수 없다는 내용의 편지는 사실 위조되었다는 사실을 알게 되었다는 것이었다. 다리우스라는 사람이 보니파티우스와 시기스불투스 사이의 휴전 협상을 위해 파견되었고, 그 결과 보니파티우스는 플라시디아의 호의로 회복되었고, 반달족 위협에 맞설 수 있는 시기에 맞춰 내전은 끝났다.

### 반달족에 맞선 군사 행동
일부 기록들은 보니파티우스가 반달족을 속주 북아프리카로 끌어들였다고 기록하고 있지만, 최근 몇 년 동안 이러한 기록에 대한 의문이 제기되어 왔다. 반달족은 북아프리카의 로마 도시 팅기(Tingi) 근처를 가로질렀고, 429년 알타바에 새겨진 비문에는 고인이 북아프리카를 가로지르는 반달족의 진격 와중에 '야만인'(barbarian)에 의해 부상을 입었다는 내용이 적혀 있다. 그들의 군사 행동은 잠시 휴전 협상을 위해 온 다리우스에 의해 잠시 중단되었지만, 가이세릭은 서둘러 돌아갔다. 보니파티우스와 아프리카군, 고트죽 포에데라티를 지원하는 부대가 이들과 대치하였으나 430년 칼라마 부근에서 가이세릭에게 패배하였고, 그 후 보니파티우스는 히포 레기우스로 후퇴하였다.
430년 5월(또는 6월), 가이세릭은 히포 레기우스를 포위하였고, 431년 7월(또는 8월) 포위는 풀렸다(성 아우구스티노는 히포 레기우스 포위 공격 와중에 도시에서 사망하였다). 히포 레기우스를 내버려둔 채 보니파티우스는 보니파티우스는 테오도시우스 2세가 속주 북아프리카를 지원하기 위해 파견한 동로마 장군 아스파르와 힘을 합치기 위해 도시를 빠져나왔고, 432년 초 보니파티우스와 아스파르는 가이세릭과 다시 한 번 전투를 벌였으나 다시 패배하였다. 전하는 바에 의하면, 훗날 동로마 황제로 즉위하게 되는 마르키아누스가 이 전투에서 가이세릭에게 포로로 붙잡혔지만, 그가 훗날 황제가 될 것임을 알아본 가이세릭이 그를 풀어주었다고 한다.

### 아에티우스와의 내전과 죽음
432년, 보니파티우스와 대립했던 플라비우스 펠릭스와 그의 아내 파두시아(Padusia), 그리고 집사가 로마군에 의해 교수형에 처해졌다(이는 파두시아가 대립하며 맞서려 했던 플라비우스 아에티우스의 선동이 있었다고 한다). 갈라 플라키디아는 보니파티우스의 아프리카에서의 성공적이지 못한 공적에도 불구하고 그를 마기스테르 우트리스퀘 밀리티아에(magister utriusque militiae)와 서로마의 파트리키우스로 임명했다. 보니파티우스는 432년 리미니 전투에서 아에티우스와 갈릭군을 상대로 군대를 이끌고 맞섰다. 보니파티우스와 그의 사위 세바스티누스는 이 전투에서 승리하였는데, 아에티우스와의 1대 1 대결 중에 보니파티우스가 장창에 의해 치명상을 입었다. 아에티우스는 자신의 사유지로 은퇴하는 것이 허락되었다. 전투가 끝나고 며칠 뒤, 3개월 만에 보니파티우스는 사망했다.
보니파티우스의 자리를 이어받은 세바스티누스는 아에티우스를 암살하려고 시도했는데, 아에티우스가 훈족의 궁정으로 도망쳐 그들의 지지를 받으며 돌아올 것을 우려해서였다. 전하는 바에 의하면 세바스티누스는 서고트족(비시고트)을 끌어들여 아에티우스와 싸울 준비를 하고 있었지만, 그는 장인 보니파티우스와 달리 로마군 내에서 인기가 없었고 그들이 해적행위를 하도록 허용했으며, 궁정에서도 지지를 잃었다. 결국 세바스티누스는 유배되었고, 그 결과 아에티우스는 서로마 제국의 유일한 권력자가 되었으며, 그의 요청으로 보니파티우스의 미망인 펠라기아와 결혼했다고 한다.

## 참고 문헌
- Doyle, Chris. "Honorius: The Fight for the Roman West AD395-423." London and New York: Routledge Press, 2018.
- Oost, Stewart Irvin. Galla Placidia Augusta. Chicago:Chicago University Press, 1968.
- O'Flynn, John Michael. Generalissimos of the Western Roman Empire. Alberta: The University of Alberta Press, 1983.
- McEvoy, Meghan. Child Emperor Rule in the Later Roman West, AD 367-455. Oxford: Oxford University Press, 2013.
- Wijnendaele, Jeroen W. P. The Last of the Romans: Bonifatius - Warlord and Comes Africae. New York: Bloomsbury Academic, 2016.